# Svag växelverkan

Feynmandiagram över betasönderfall av en neutron till en proton, en elektron och en elektronantineutrino via en intermediär tung W^{-} boson.

Svag kärnkraft eller svag växelverkan är en av de fyra fundamentala krafterna i naturen. Kraften spelar en roll i betasönderfall med åtföljande radioaktivitet. Den förmedlas av W-bosonerna (W+ och W-) och Z-bosonen (Z0).
Den svaga växelverkan påverkar neutriner, laddade leptoner och kvarkar.
Den svaga växelverkan gör det möjligt för leptoner och kvarkpartiklar och antipartiklar att utbyta energi, massa och laddning – det vill säga att i själva verket förändras till varandra.[förklaring behövs]
Med en fältstyrka som är svagare än den starka kärnkraften och än mer begränsad räckvidd är dess inflytande begränsat till agerande inom atomkärnan. Denna korta räckvidd beror på W- och Z-bosonernas stora massa (cirka 90 GeV),, som också gör partiklarna kortlivade – deras livslängd är i medel kortare än 1×10−24 sekunder.
Den elektromagnetiska kraften och den svaga kärnkraften kan tolkas som två skilda sidor av en enda elektrosvag växelverkan, en slutsats som ledde fram till Nobelpriset i fysik 1979.